# Ghostpoet
Обаро Эджимиве (Obaro Ejimiwe; 18 января 1983), более известный как Ghostpoet [Гостпо́эт] — британский певец и продюсер. Родился и вырос в Ковентри, в настоящее время проживает в Лондоне.
В июне 2010 года он выпустил мини-альбом The Sound of Strangers на Brownswood Recordings, лейбле Джайлса Петерсона, после чего The Guardian представила его в рубрике «Новая группа дня». Первый сингл Ghostpoet «Cash & Carry Me Home» вышел 24 января 2011 года, за ним последовал дебютный студийный альбом Peanut Butter Blues & Melancholy Jam. В том же году он выступал на разогреве у Metronomy и Джейми Вуна во время их турне и был номинирован на Mercury Prize.
2 марта 2015 года Ghostpoet выпустил свой новый альбом «Shedding Skin» , содержащий 10 новых треков. Альбом записан с Джо Ньюманом (гитара), Джоном Калверт (бас-гитара) и Джоном Близ (барабаны).

## Дискография

### Студийные альбомы
- Peanut Butter Blues & Melancholy Jam (2011) — № 119 в Великобритании[10]
- Some Say I So I Say Light (2013)
- Shedding Skin (2015)
- Dark Days + Canapés (2017)

### Мини-альбомы
- The Sound of Strangers (2010)

### Синглы
- «Liiines» (2011)
- «Survive It» (2011)
- «Cash and Carry Me Home» (2011)

### Сотрудничество с другими исполнителями
| Год    | Артист         | Трек                       | Лейбл                 |
| ------ | -------------- | -------------------------- | --------------------- |
| 2007/8 | Micachu        | Filthy Friends Mixtape     | Rough Trade           |
| 2009   | Micachu & Kwes | Kwesachu Mixtape Vol.1     | Self Released         |
| 2011   | DELS           | «Trumpalump» (Quiet Remix) | Big Dada Recordings   |
| 2011   | The Streets    | «Tidy Nice and Neat»       | Self Released         |
| 2012   | Micachu & Kwes | Kwesachu Mixtape Vol.2     | Self Released         |
| 2013   | Africa Express | «Maison Des Jeunes»        | Transgressive Records |
| 2016   | Massive Attack | «Come Near Me»             | Virgin Records        |